# بيت العسال (شرس)

تعديل مصدري - تعديل

بيت العسال هي إحدى قرى عزلة بيت قدم بمديرية شرس التابعة لمحافظة حجة، بلغ تعداد سكانها 247 نسمة حسب تعداد اليمن لعام 2004.